# Diocesi di Waterford e Lismore
La diocesi di Waterford e Lismore (in latino Dioecesis Vaterfordiensis et Lismoriensis) è una sede della Chiesa cattolica in Irlanda suffraganea dell'arcidiocesi di Cashel e Emly. Nel 2022 contava 127.500 battezzati su 170.000 abitanti. È retta dal vescovo Alphonsus Cullinan.

## Territorio
La diocesi comprende la contea di Waterford, gran parte della contea di South Tipperary e una piccola parte di quella di Cork.
Sede vescovile è la città di Waterford, dove si trova la cattedrale della Santissima Trinità.
Il territorio è suddiviso in 45 parrocchie.

## Storia
L'evangelizzazione della regione fu compiuta a partire dal V secolo. San Cartaco nel VII secolo fondò a Lismore una grande scuola monastica. La Chiesa irlandese rimase articolata su circoscrizioni ecclesiastiche incentrate sui monasteri fino al sinodo di Ráth Breasail del 1111, quando si stabilì una circoscrizione territoriale articolata sulle diocesi, tra cui figura la diocesi di Lismore o Waterford, che era stata eretta verso la fine dell'XI secolo.
Nel 1152 la diocesi di Ardmore fu soppressa nel sinodo di Kells e la diocesi di Lismore ne incorporò i territori. Ardmore come Lismore aveva origini monastiche ed era stata fondata da san Declano, forse addirittura prima dell'epoca di san Patrizio. Il sinodo di Kells menziona chiaramente Waterford come sede distinta da Lismore. Waterford era tuttavia la più piccola diocesi dell'Irlanda e comprendeva un territorio appena un poco più grande della città sede vescovile. La cattedrale di Waterford fu eretta nel XIII secolo e sopravvisse fino al 1770.
Le sedi di Waterford e Lismore furono unite il 16 giugno 1363, benché continuassero ad avere due cattedrali e due capitoli distinti. Lismore tuttavia aveva la precedenza su Waterford, in ragione della sua antichità, così che i vescovi fino al periodo della Riforma protestante sono menzionati con il titolo di vescovo di Lismore e Waterford, rigorosamente in quest'ordine.
All'epoca della Riforma protestante le diocesi unite furono rette illegittimamente da Patrick Walshe dal 1551 al 1579, che benché fosse stato nominato dal re d'Inghilterra, sembra che non fosse eretico e che fosse tollerato. Dopo la sua morte la diocesi rimase vacante per cinquant'anni e affrontò lunghi periodi di sede vacante anche nella seconda metà del XVII secolo, con l'intervallo dell'episcopato di John Brenan, che tuttavia dal 1677 fu trasferito all'arcidiocesi di Cashel, ritenendo anche le diocesi di Lismore e Waterford, senza più risiedervi.
Nel 1793 incominciarono i lavori di costruzione della nuova cattedrale di Waterford, completata nel corso dei cento anni seguenti.

## Cronotassi dei vescovi
Si omettono i periodi di sede vacante non superiori ai 2 anni o non storicamente accertati.

### Vescovi di Lismore
- San Cartaco † (633 - 14 maggio 637 deceduto)
- Hierologus † (? - 16 gennaio 698 deceduto)
- Colman † (? - 22 gennaio 702 deceduto)
- San Cronan † (? - 9 febbraio 717 deceduto)
- Colman O'Liathain † (? - circa 725 deceduto)
- Macoge † (? - 746 deceduto)
- San Ronan † (? - 763 deceduto)
- Cormac MacCulenan † (? - 906/918 deceduto)
- O'Mail Sluaig † (? - 1025 deceduto)
- Moriertach O'Selbach † (? - 1034 deceduto)
- MacAirthir † (? - 1064 deceduto)
- Mael Duin O'Rebacain † (? - 1091 deceduto)
- MacMic Aeducan † (? - 1113 deceduto)
- Gilla Mochuda † (? - 1129 deceduto)
- Maol † (circa 1134 - ?)
- Christian O'Conarchy † (circa 1150 - circa 1175 dimesso)
- Felix † (prima del 1179 - circa 1206 deceduto)
- Malachias, O.Cist. † (5 novembre 1203 - ?)
- Thomas †
- Robert de Bedford † (12 luglio 1218 - 1222 deceduto)
- Griffin Cristopher † (1223 - 1246 deceduto)
- Alan O'Sullivan, O.P. † (26 ottobre 1246 - 1252 o 1253 deceduto)
- Thomas † (15 ottobre 1253 - 1270 deceduto)
- John Roche † (1270 - 1279 deceduto)
- Richard Cor † (24 ottobre 1279 - ottobre 1303 deceduto)
- William le Fleming † (1309 - novembre 1321 deceduto)
- John Leynagh † (10 marzo 1323 consacrato - prima del 25 dicembre 1354 deceduto)
  - Sede vacante (1354-1358)
- Thomas la Reve † (15 marzo 1358 - 16 giugno 1363 nominato vescovo di Waterford e Lismore)

### Vescovi di Waterford
- Malchus, O.S.B. † (28 dicembre 1096 consacrato - dopo il 1110)
- Aelisa O'Hamire † (prima del 1135 - 1136 deceduto)
- Rostius (o Tostius) † (menzionato nel 1152)
- Augustine † (1175 - dopo il 1179)
- Robert † (menzionato nel 1200)
- David Walsh † (1204 consacrato - 1209 deceduto)
- Robert † (1210 consacrato - 1222 deceduto)
- William Wace † (7 aprile 1223 - ?)
- Walter, O.S.B. † (20 agosto 1227 - ?)
- Stephen † (prima del 1238 - 1246 deceduto)
- Henry † (11 marzo 1249 - prima del 1251)
- Philip † (26 marzo 1252 - ?)
- William † (2 aprile 1255 - 1272 deceduto)
- Stephen de Fulburn, O.F.M. † (1273 consacrato - 12 luglio 1286 nominato arcivescovo di Tuam)
- William de Fulburn, O.F.M. † (12 luglio 1286 - 1307 deceduto)
- Matthew † (14 dicembre 1307 - 18 dicembre 1322 deceduto)
- Nicholas Welifed † (20 marzo 1323 - giugno 1337 deceduto)
- Richard Francis † (1338 - ? deceduto)
- Roger Cradock † (3 marzo 1350 - 15 dicembre 1361 nominato vescovo di Llandaff)

### Vescovi di Waterford e Lismore
- Thomas la Reve † (16 giugno 1363 - 1393 deceduto)
- Robert Read, O.P. † (9 settembre 1394 - 26 gennaio 1396 nominato vescovo di Carlisle)
- Thomas Spankford † (27 gennaio 1396 - 1397 deceduto)
- John Deping, O.P. † (11 luglio 1397 - 4 febbraio 1400 deceduto)
- Thomas Snell † (26 maggio 1400 - circa 1406 nominato vescovo di Ossory)
- Roger Appleby † (circa 1406 - 1409 deceduto)
- John Geese, O.Carm. † (29 agosto 1409 - ? deposto)
- Thomas Colby, O.Carm. † (9 febbraio 1414 - ?)
- John Geese, O.Carm. † (4 dicembre 1422 - 22 dicembre 1425 deceduto) (per la seconda volta)
- Richard Ankel † (27 febbraio 1426 - 7 maggio 1446 deceduto)
- Robert Poer † (2 settembre 1446 - circa 1471 deceduto)
- Richard Martin, O.F.M. † (9 marzo 1472 - ? deceduto)
- John Cutwart † (17 marzo 1475 - 1479 dimesso)
- Nicholas O'Henisa, O.Cist. † (26 maggio 1480 - ?)
- John Bulcomp † (19 settembre 1483 - ?)
- Thomas Purcel † (1486 - circa 1517 deceduto)
- Nicholas Comyn † (13 aprile 1519 - ? dimesso)
- John Macharay, O.F.M.Obs. † (21 luglio 1550 - ?)
  - Patrick Walshe † (1551 - 1579 deceduto) (illegittimo)
  - Sede vacante (?-1629)
- Patrick Comerford, O.E.S.A. † (12 febbraio 1629 - 10 marzo 1652 deceduto)
  - Sede vacante (1652-1671)
- John Brenan † (19 agosto 1671 - 1693 deceduto)
  - Sede vacante (1693-1696)
- Richard Piers † (21 maggio 1696 - 29 maggio 1739 dimesso)
- Sylvester Lloyd, O.F.M. † (29 maggio 1739 - 1750 deceduto)
- Peter Creagh † (1750 succeduto - 1774 deceduto)
- William Egan † (1774 succeduto - prima del 28 novembre 1796 deceduto)
- Thomas Hussey † (gennaio 1797 - luglio 1803 deceduto)
- John Power † (27 gennaio 1804 - 27 gennaio 1816 deceduto)
- Robert Walsh † (4 luglio 1817 - 1º ottobre 1821 deceduto)
- Patrick Kelly † (9 febbraio 1822 - 8 ottobre 1829 deceduto)
- William Abraham † (12 gennaio 1830 - 23 gennaio 1837 deceduto)
- Nicholas Foran † (6 giugno 1837 - 11 maggio 1855 deceduto)
- Dominic O'Brien † (29 luglio 1855 - 12 giugno 1873 deceduto)
- John Power † (20 maggio 1873 - 17 dicembre 1887 deceduto)
- Piers (Peter) Power † (17 dicembre 1887 succeduto - 22 maggio 1889 deceduto)
- John Egan † (19 novembre 1889 - 10 giugno 1891 deceduto)
- Richard Alfred Sheehan † (15 gennaio 1892 - 14 ottobre 1915 deceduto)
- Bernard Hackett, C.SS.R. † (29 gennaio 1916 - 1º giugno 1932 deceduto)
- Jeremiah Kinane † (21 aprile 1933 - 31 gennaio 1942 nominato arcivescovo coadiutore di Cashel[1])
- Daniel Cohalan † (30 gennaio 1943 - 27 gennaio 1965 deceduto)
- Michael Russell † (8 novembre 1965 - 27 maggio 1993 ritirato)
- William Lee † (27 maggio 1993 - 1º ottobre 2013 dimesso)
- Alphonsus Cullinan, dal 2 febbraio 2015

## Statistiche
La diocesi nel 2022 su una popolazione di 170.000 persone contava 127.500 battezzati, corrispondenti al 75,0% del totale.
| anno | popolazione | popolazione | popolazione | presbiteri | presbiteri | presbiteri | presbiteri                | diaconi | religiosi | religiosi | parrocchie |
| anno | battezzati  | totale      | %           | numero     | secolari   | regolari   | battezzati per presbitero | diaconi | uomini    | donne     | parrocchie |
| ---- | ----------- | ----------- | ----------- | ---------- | ---------- | ---------- | ------------------------- | ------- | --------- | --------- | ---------- |
| 1950 | 104.900     | 107.350     | 97,7        | 205        | 125        | 80         | 511                       |         | 275       | 678       | 39         |
| 1970 | 98.126      | 99.235      | 98,9        | 208        | 123        | 85         | 471                       |         | 351       | 700       | 39         |
| 1980 | 117.900     | 119.000     | 99,1        | 193        | 107        | 86         | 610                       |         | 218       | 607       | 44         |
| 1990 | 124.977     | 126.613     | 98,7        | 207        | 110        | 97         | 603                       |         | 207       | 577       | 45         |
| 1999 | 135.419     | 137.564     | 98,4        | 188        | 103        | 85         | 720                       |         | 150       | 472       | 45         |
| 2000 | 137.364     | 139.477     | 98,5        | 186        | 102        | 84         | 738                       |         | 145       | 460       | 45         |
| 2001 | 138.829     | 140.969     | 98,5        | 180        | 102        | 78         | 771                       |         | 137       | 448       | 45         |
| 2002 | 135.879     | 138.649     | 98,0        | 173        | 101        | 72         | 785                       |         | 126       | 429       | 45         |
| 2003 | 135.879     | 138.649     | 98,0        | 167        | 98         | 69         | 813                       |         | 123       | 417       | 45         |
| 2004 | 136.029     | 140.506     | 96,8        | 161        | 95         | 66         | 844                       |         | 116       | 395       | 45         |
| 2010 | 144.027     | 152.136     | 94,7        | 154        | 96         | 58         | 935                       |         | 98        | 317       | 45         |
| 2014 | 146.657     | 158.493     | 92,5        | 133        | 84         | 49         | 1.102                     |         | 82        | 248       | 45         |
| 2017 | 148.500     | 161.700     | 91,8        | 129        | 81         | 48         | 1.151                     |         | 81        | 251       | 45         |
| 2020 | 146.502     | 162.437     | 90,2        | 121        | 73         | 48         | 1.210                     | 3       | 85        | 192       | 37         |
| 2022 | 127.500     | 170.000     | 75,0        | 117        | 69         | 48         | 1.089                     | 3       | 87        | 189       | 45         |